# Без страху
«Без страху» — радянський художній фільм-драма 1971 року, знятий на кіностудії «Узбекфільм».

## Сюжет
Фільм про те, як спроба ударно-насильницькими темпами зняти зі «звільненої жінки Сходу» паранджу обертається загибеллю багатьох невинних людей по обидва боки класової сутички. 1929 рік. В кишлаку молодий голова сільради Кадир намагається втлумачити дехканам, що дружини, матері, сестри та дочки повинні скинути паранджу, тому що саме з цього починається справжнє розкріпачення жінки. Люди кишлаку виступають проти, духовенство погрожує відступникам карою Аллаха. Положення голови ускладнюється тим, що його дружина Гульсара боїться відкривати обличчя, побоюючись гніву батька. Кадира підтримує комсомолка Кумрі, вона публічно відкриває своє обличчя. Фанатики вбивають дівчину, б'ють Кадира. І Гульсара вже не може вберегти його від смерті…

## У ролях
- Рустам Сагдуллаєв — Кадир Карімов
- Якуб Ахмедов — Ішан
- Болот Бейшеналієв — Усубалієв
- Тамара Шакірова — Гульсара
- Ділором Камбарова — Кумрі
- Хікмат Латипов — Ібрагім
- Хамза Умаров — Нормат
- Шухрат Іргашев — командир червоноармійського взводу
- Раджаб Адашев — Юсуп
- Анвар Кенджаєв — Ахмед

## Знімальна група
- Режисер — Алі Хамраєв
- Сценаристи — Каміль Яшен, Дільшат Фатхулін, Алі Хамраєв
- Оператор — Дільшат Фатхулін
- Композитор — Руміль Вільданов
- Художник — Емонуель Калонтаров